# マルティン・パレルモ

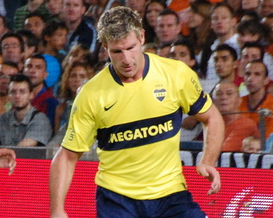
2008年、ジョアン・カンペール杯FCバルセロナ戦でのパレルモ

マルティン・パレルモ（Martín Palermo (スペイン語発音: [maɾˈtim paˈleɾmo])、1973年11月7日 - ）は、アルゼンチン・ラプラタ出身の元同国代表サッカー選手、現サッカー指導者。現役時代のポジションはフォワード。
パレルモ（Palermo）は、イタリア南部に多く見られる姓で自身も同国からの移民の子孫であり、イタリアの法律により同国籍を保有している。

## クラブ経歴
1997年にボカ・ジュニアーズへ移籍すると実力をいかんなく発揮し1998年前期リーグでは20得点をあげて得点王となった。さらに南米年間最優秀選手賞に選ばれるなどボカファンのアイドルとなった。キャリアのハイライトは2000年に行われたトヨタカップ・レアル・マドリード戦。開始3分で先制点、前半6分には追加点を奪う活躍でヨーロッパ王者を下し、同大会のMVPに選ばれた。
2001年にスペインのビジャレアルCFに移籍した。2001-02シーズンのコパ・デル・レイ、レバンテUD戦で、スタンド最前列の壁が崩壊した事故に巻き込まれ、残りのシーズンを棒に振る大怪我を負った。2008年8月、右膝十字靭帯を負傷する大怪我を負った。
2011年6月、現役を引退。2012年2月には長年在籍したボカ・ジュニアーズのホームスタジアムであるラ・ボンボネーラで引退試合が行われた。ボカでの通算得点は236で、これは同クラブ歴代1位の記録である。

## 代表経歴
アルゼンチン代表ではコパ・アメリカ1999のメンバーとして初招集。同大会で3得点を記録したが、コロンビア戦にてPKを3本蹴って3本失敗という近代サッカー史に残る珍事の主役となった（パラグアイ代表GKホセ・ルイス・チラベルトはPK3本を決めハットトリックを達成した試合の後で「パレルモ、ボールはこうやって蹴るものなんだよ」と発言している）。
これが直接的な原因では無いものの以降は代表とは縁が無かったが、2009年4月17日、ディエゴ・マラドーナ監督によって、5月20日に行われる親善試合に招集されることが発表された。同年9月30日の親善試合・ガーナ戦では復帰後初得点を含む2得点を決める活躍をみせた。続く10月10日のW杯予選・ペルー戦では後半ロスタイムに値千金の決勝ゴールを挙げた。2010 FIFAワールドカップ代表メンバーにも選ばれ、グループリーグ第3戦のギリシャ戦でワールドカップ初得点を挙げた。

## 指導者歴
現役引退後は指導者に転身。2019年1月22日にはリーガMXのCFパチューカへ招聘された。アペルトゥーラ2019でリーグ9位に終わり、11月24日に退任することが発表された。
2020年11月27日よりクリコ・ウニドの監督に就任し、チリ1部リーグで再び指揮を執ることとなった。

## 人物
- エル・ロコ（El Loco、奇人）の愛称であることから、奇行のエピソードは事欠かない。その一つが女装癖であり、アルゼンチンの雑誌でも彼の女装姿が公開された。多くが若き頃の話であり、現在はあまり行なっていないようだ。
- 趣味は自動車競技で、引退後は本格的に取り組む模様。
- フアン・セバスティアン・ベロン、ギジェルモ・バロスケロットは親友。
- エストゥディアンテス・デ・ラ・プラタの大ファン。
- 2009年10月4日のボカ・ジュニアーズ対CAベレス・サルスフィエルド戦で、ペナルティエリア外へ飛び出した相手GKのライナー性のクリアボールを強烈なヘディングで弾き返し、38メートル[7]もの距離からヘディングシュートを決めた。

## 代表歴

### 出場大会
- アルゼンチン代表
  - 2010 FIFAワールドカップ

### 試合数
- 国際Aマッチ 15試合 9得点（1999年-2010年）[8]

| アルゼンチン代表 | 国際Aマッチ | 国際Aマッチ |
| 年               | 出場        | 得点        |
| ---------------- | ----------- | ----------- |
| 1999             | 7           | 3           |
| 2000             | 0           | 0           |
| 2001             | 0           | 0           |
| 2002             | 0           | 0           |
| 2003             | 0           | 0           |
| 2004             | 0           | 0           |
| 2005             | 0           | 0           |
| 2006             | 0           | 0           |
| 2007             | 0           | 0           |
| 2008             | 0           | 0           |
| 2009             | 3           | 3           |
| 2010             | 5           | 3           |
| 通算             | 15          | 9           |

## タイトル

### クラブ
ボカ・ジュニアーズ
- プリメーラ・ディビシオン : 1998-99A, 1998-99C, 2000-01A, 2005-06A, 2005-06C, 2008-09A
- コパ・リベルタドーレス : 2000, 2007
- トヨタカップ : 2000
- コパ・スダメリカーナ : 2004, 2005
- レコパ・スダメリカーナ : 2005, 2006, 2008

### 個人
- プリメーラ・ディビシオン得点王 : 1998-99A, 2006-07C
- 南米年間最優秀選手賞 : 1998
- トヨタカップMVP : 2000